# Lauterbourg
Lauterbourg – miejscowość i gmina we Francji, w regionie Grand Est, w departamencie Dolny Ren.
Według danych na rok 1990 gminę zamieszkiwały 2372 osoby, 211 os./km².